# Syndiazona chinensis
Syndiazona chinensis är en sjöpungsart som beskrevs av Takasi Tokioka 1955. Syndiazona chinensis ingår i släktet Syndiazona och familjen Diazonidae. Inga underarter finns listade i Catalogue of Life.